# Samir Sabry
Samir Sabry Abdou (13 gennaio 1976) è un ex calciatore ed ex giocatore di calcio a 5 egiziano.

## Carriera

### Calciatore
A livello di calcio, Sabry ha sempre giocato nel campionato egiziano e ha vestito la maglia della Nazionale, con la quale ha vinto la Coppa d'Africa nel 2006.

### Calcio a 5
Come massimo riconoscimento in carriera vanta la partecipazione, con la nazionale egiziana di calcio a 5, al FIFA Futsal World Championship 2000 in cui la selezione nordafricana è stata eliminata nel girone del secondo turno comprendente Brasile, Russia e Argentina. Sabry fu selezionato anche per il successivo mondiale in cui l'Egitto si fermò al primo turno.